# Palacio de Justicia del Condado de Dawes
El Palacio de Justicia del Condado de Dawes (en inglés, Dawes County Courthouse) es un edificio de gobierno situado en Chadron, en el estado de Nebraska (Estados Unidos). Fue construido en 1935. Fue diseñado en estilo art déco por John W. Latenser & Sons, Inc. Es el palacio de justicia del condado de Dawes.
Ubicado en la calle S. Main entre las calles 4 y en Chadron, se incluyó en el Registro Nacional de Lugares Históricos en 1995; la lista incluía el edificio del palacio de justicia y dos objetos contribuidores. Está ubicado al final de la plaza del juzgado al que da, porque fue construido como reemplazo de un juzgado central más antiguo que permaneció en uso durante la construcción y que solo más tarde fue removido.